# Luz Edith Rojas
Luz Edith Rojas Reynoso (Ciudad de México; 28 de mayo de 1984) es una actriz de televisión y teatro mexicana. Es hija del también fallecido actor, comediante y conductor de televisión mexicano Alberto Rojas "El Caballo".

## Biografía y carrera
Luz Edith nace en la Ciudad de México el 28 de mayo de 1984, siendo la hija mayor de Alberto Rojas y mejor conocido en el ámbito del espectáculo con el apodo de "El Caballo" Rojas, además tiene otros dos hermanos llamados Lucero y Beto.
En el ámbito actoral es egresada del CEA de Televisa donde ahí realizó sus estudios y talleres de actuación, egresando en el año de 2010, su primera participación en televisión fue en la telenovela juvenil venezolana de La banda en donde interpretó a Xiomy.
Después realizó pequeños papeles en la series unitarias de Como dice el dicho y La rosa de Guadalupe durante un gran tiempo y haciendo participaciones menores en telenovelas como lo fueron La sombra del pasado en 2014 y Despertar contigo en 2016.
En 2019 se da a conocer en la telenovela de Lucero Suárez Ringo gracias a su personaje estelar antagónico de Brenda Garay, al lado de Mariana Torres, José Ron, Jorge Poza y entre otros.
En 2021 formó parte del elenco de la telenovela de Carlos Moreno Laguillo, Fuego ardiente dando a vida a Caridad y compartiendo créditos por segunda vez con Mariana Torres, Carlos Ferro, Kuno Becker y demás actores.

## Filmografía

### Telenovelas
- Fugitivas, en busca de la libertad (2024) ... Sofía Monterde
- Perdona nuestros pecados (2023) ... Nora Valdivieso / Nora Quiroga Ledesma
- S.O.S me estoy enamorando (2021-2022) ... Fabiana Toval
- Fuego ardiente (2021) ...  Caridad "Cari"[7]
- Ringo (2019) ... Brenda Garay de la Isla[8][9]
- Papá a toda madre (2017-2018)... Socorro
- Despertar contigo (2016-2017) ...  Tania
- La sombra del pasado (2014) ... Fabiana "Fabi"

### Series de televisión
- Esta historia me suena (2023)[10]
- Vecinos (2020) ... Soledad
- Como dice el dicho (2016-2017) ... Varios episodios
- La rosa de Guadalupe (2013-2014) ... Varios episodios
- La banda (2011) ... Xiomy

### Doblaje
- Las Aventuras Enredadas de Rapunzel (2017) ... Voces adicionales
- Elena de Ávalor (2017-2019) ...Voces adicionales